# Cenarchaeum symbiosum
Cenarchaeum symbiosum es una especie de arquea que vive en asociación específica con una esponja marina. Pertenece al grupo de las taumarqueotas, grupo no termófilo recientemente descubierto en diversos ambientes fríos y templados, cuyas especies todavía no han podido ser cultivadas en el laboratorio, y así sus características fenotípicas se han deducido solamente en función de su distribución ecológica.